# Hermann Ketteler (Domherr, † nach 1600)
Hermann Ketteler (* nach 1577; † im 17. Jahrhundert) war Domherr in Münster und Hildesheim.

## Leben

### Herkunft und Familie
Hermann Ketteler entstammte dem westfälischen Adelsgeschlecht von Ketteler, aus dem zahlreiche namhafte Persönlichkeiten hervorgegangen sind. Er war ein Sohn des ehemaligen Domherrn Hermann Ketteler zu Altassen und dessen Gemahlin Adelheid von Diepenbrock. Diese hatten im Jahre 1577 die Ehe geschlossen. Seine Bürder waren:
- Johann Vollrath (* 1590), Staatssekretär und Bürgermeister von Pewsum,
- die münsterschen Domherren Wilhelm, Rembert, Konrad und Dietrich.

### Wirken
Mit dem Erhalt der Tonsur am 2. März 1619 wurde Hermann auf ein geistliches Leben vorbereitet. Zur Prüfung der Stiftsfähigkeit legte er am 4. März die Wappentafel vor. Am 3. April 1619 nahm er Besitz der Dompräbende des verstorbenen Domherrn Lutzo von Hoete. Hermann verzichtete am 3. Juni 1626. Er war auch Domherr in Hildesheim.